# Deklica iz Bezkida
Deklica iz Bezkida (češko Děvčica z Beskyd)  je češki črno-beli dramski film iz leta 1943, ki ga je režiral František Čap po scenariju Jana Drde in temelji na romanu Paprádná nenaříká Miloslava J. Sousedíka. V glavnih vlogah nastopajo Jaroslav Vojta, Marie Nademlejnská in Jiřina Štěpničková. Zgodba prikazuje drvarja Vavruša (Vojta) in Cyrila (Otomar Korbelář), ki z družinama živita v Beskidih.
Primerno je bil prikazan 27. oktobra 1944 v čeških kinematografih. Snemanje je potekalo v Beskidih. Prebivalci vasi Hážovice, Tylovice in Rožnov pod Radhoštěm so igralcem posodili narodne noše in dodatke. To je Čapov zadnji dokončani film iz vojnega obdobja Protektorata Češke in Moravske.

## Vloge
- Jaroslav Vojta kot drvar Vavruš Cagala
- Marie Nademlejnská kot Filoména, Cagalova žena
- Terezie Brzková kot babica Cagalová
- Marie Glázrová kot Terezka, Cagalova hči
- Vladimír Salač kot Ondra, Cagalov sin
- Otomar Korbelář kot drvar Cyril Hanulík
- Jiřina Štěpničková kot Heva, Hanulíkova žena
- Gustav Nezval kot Tomáš, Hanulíkov sin
- Gustav Hilmar kot posestnik Zgabaj
- Jiří Dohnal kot Pavel, Zgabajev sin
- František Kreuzmann kot posestnik Vincek Kapralík
- Vítězslav Vejražka kot Francek, Vinceov brat